# ブランドフォード (競走馬)
ブランドフォード (Blandford) はアイルランドの競走馬・種牡馬。体質に優れず大レースには出走していないが、数々のハンデを乗り越え種牡馬として成功した。

## 経歴
ブランドフォードはアイルランドキルデア県にあったイギリスの国立牧場(ナショナルスタッド)で誕生した。
父名スインフォードの後半と母名ブランチの前半からとって命名された。生まれつき右前脚の屈曲、両前脚の長さが違うというハンデを持ち、他の産駒より小柄で、生命の危機に曝される事故に遭う機会と元気さは人一倍あった。
0歳時に牧場の柵によじ登ろうとして大怪我をし、その傷が癒えて間もなく一時は獣医師がさじを投げるほど重度の肺炎を患い、獣医師と管理人が必死に看病し生命を取り留めた。
1歳時に放牧場でのんびりと草を食んでいる所に、御者の手を離れ逸走した馬車馬が柵を破って走り込んで来た。この時、ブランドフォードは逃げずに近寄り、馬車馬に全身を噛まれ、自力は摂食できず別当の手で飼葉を口内に入れてもらうほどの重傷を負った。
1歳時には怪我のため7月に予定していたジュライセールへの上場が見送られ、12月になってディセンバーセールへ上場された。このセールでブランドフォードは調教師のリチャード・セシル・ドウソンによって720ギニーで落札された（同セールに出品された1歳馬は13頭で平均落札価格は234ギニー）。ドウスン曰く、前脚の欠点は気になってかなり迷った末、総体的に見た馬格が気に入ったという。イングランドバークシャーのウォットクーム厩舎所属の牧場に移動し、引退するまでの3年間はここで調教された。

### 競走馬時代
ブランドフォードは1921年6月8日に競走馬としてニューベリー競馬場で行われたケンネットステークス（5ハロン）にデビュー。対抗人気で出たがゴール前2ハロンでハナに立ち本命馬に3/4馬身つけて優勝。ドウソンの意見によればブランドフォードにとって全く楽勝であった。1週間後に2戦目となるアスコットのウインザーカースルステークス（5ハロン）に本命として出走した。スタートから先頭に出てこのレースも楽勝と思われたが、ゴール前の数メートルの所で、疾走中に膝のすぐ下部分に感じた痛みにより、これを庇おうと足並みを乱した途端よろけてしまい、この影響でクビ差、2着に敗れた。調教中やレースの意欲はあるのだが、すぐ痛みだす前脚の膝下部分はブランドフォードの泣き所だった。レース後、陣営は出走も調教もせず、ブランドフォードを治療に専念させて、レースに復帰したのは翌1922年5月のことであった。復帰戦のパラダイスステークスで、ブランドフォードは翌6月にアイリッシュダービーを優勝するスパイクアイランドを下し優勝した。ドウソンはまた痛みが出ないか終始ハラハラして見ていたと述懐している。
レース後2か月を置いてプリンセスオブウェールズステークス（12ハロン）に出走。
11:10（100円馬券で210円の予想配当）の一番人気に応えるかのように、発走からすぐ先頭に出て快調に走り、4歳馬に2馬身つけて優勝。しかし、跛行しながら脱鞍所に戻るブランドフォードを見てドウソンの表情は曇っていた。レース後、重度の腱の炎症を発症していることが判明。1923年まで治療が続けられたが前脚から肩にかけての動きは捗々しくなく、復帰は困難と判断され、競走馬を引退することになった。体質の問題に加えて、 クラシック出走予備登録の申し込みはブランドフォード購入の数週間前に締め切られていたので、出走できなかった。ドウソンは「キャプテンカトル（ブランドフォードと同世代のダービーステークス優勝馬）よりも強い」と公言していたという。

### 種牡馬時代
種牡馬入り後、1924年からアイルランドダブリン地方のクローラン牧場で供用された。当初種付け料は148ギニーと安価だった 。が、産駒の活躍を受けて1930年に300ギニー。1931年には最高クラスの400ギニーにまで上昇した。性欲の弱さという種牡馬として大きな欠点があった。
種牡馬成績は良好で、リーディングサイアーに生前はイギリスで2回（1934年、1935年）死後3年経過してから1回(1938年）達成し、2位、3位、4位、にも1回ずつなっている。フランスでもブラントームの活躍で1回（1935年）リーディングサイアーになった。1歳セリの初年度産駒平均価格が同年の全1歳馬の平均をやや下回る430ギニーだったが、10年後には平均4880ギニーで同年の最高レコードになった。アガ・カーンの意見では、ブランドフォードはファラリスとの組み合わせが成功したという。
その頃のドウソンは税金問題で裁判沙汰の最中だったが、ブランドフォードの種付け料から毎年2万ポンドの収益を得て、ブランドフォードには4万ポンドの生命保険がかけられていたことで、ミリオネアトレーナー（百万長者の調教師）と呼ばれることになった。ブランドフォードの後継種牡馬はイギリス国外でも供用され、バーラム（アメリカ、アルゼンチン）、ブレニム（フランス、アメリカ）、ブランストーム（フランス、デンマーク）など世界各国で父系を繋いでいった。
日本へは戦前に プリメロや ステーツマンが輸入されて活躍馬を輩出したが、プリメロの全兄アスフォードは供用地が奥羽種馬牧場から、まもなく鹿児島種馬所と移されたため、好成績を収めえなかった。日本では1960年に中央競馬クラシック二冠を達成したコダマの血統がブランドフォードの3×4のインブリードを含んでいたことから、ブランドフォードの3×4のインブリードが生産界で大流行したことがある。
1933年、住み慣れたクローラン牧場から競走馬時代に居たイングランドバークシャーのウォットクーム厩舎所属の牧場に移動。それから2年後の1935年4月24日、肺炎で2日病んだ後に死去。ドウソンの元に世界各国から弔文が殺到し、1週間以内にブランドフォードにかけてあった4万ポンドの保険金が支払われた。

## 競走成績
- 2歳時（2戦1勝） - ケネットプレート、2着 - ウインザーキャッスルステークス
- 3歳時（2戦2勝） - プリンセスオブウェールズステークス、パラダイスプレート

## 主な産駒
- 1925年産
  - アスフォード / Athford（1929年ドンカスターカップ）
- 1926年産
  - トリゴー / Trigo（1929年ダービーステークス、セントレジャーステークス）
- 1927年産
  - ブレニム / Blenheim（1930年ダービーステークス、1941年米リーディングサイアー）
- 1929年産
  - ウデプール / Udaipur（1932年オークス、コロネーションステークス）
- 1930年産
  - ステーツマン / Statesman（エステイツ（1941年帝室御賞典・秋）、レダ（1953年天皇賞・春）などの父）
  - ハリネロ / Harinero（1933年アイリッシュダービー）
- 1931年産
  - ウィンザーラッド / Windsor Lad（1934年ダービーステークス、セントレジャーステークス、1935年コロネーションカップ、エクリプスステークス）
  - ウミッドウォー / Umidwar（1934年チャンピオンステークス）
  - カンパヌラ / Campanula（1934年1000ギニー）
  - ブラントーム / Brantome（1933年モルニ賞、仏グランクリテリウム、1934年プール・デッセ・デ・プーラン、リュパン賞、ロワイヤルオーク賞、凱旋門賞、1935年カドラン賞）
  - プリメロ / Primero（1934年アイリッシュダービー、アイリッシュセントレジャー）
- 1932年産
  - バーラム / Bahram（1934年ミドルパークステークス、1935年イギリスクラシック三冠、セントジェームズパレスステークス）
- 1933年産
  - ミストレスフォード / Mistress Ford（1935年モルニ賞、仏グランクリテリウム、1936年ディアヌ賞、ヴェルメイユ賞）
  - ミッドストリーム / Midstream（豪リーディングサイアー3回、ミツドフアーム（1956年天皇賞・秋）の父）
- 1935年産
  - パシュ / Pasch（1938年2000ギニー、エクリプスステークス）

## ブルードメアサイアーとしての主な産駒
- ホワイトハリー（オークス）
- ランバートシムネル（2000ギニー）

## 血統表
2代母ブラックチェリーはベイロナルドの半姉。2歳時に1勝しただけで繁殖成績もパッとしなかったので、ウェイバリー卿にタダ同然で購入された
ウェイバリーの元に移ってからはチェリーラス(1000ギニー、オークス勝ち馬)など勝ち馬9頭を生む。
母ブランチはブラックチェリーが20歳の時に生まれた仔。
名の由来はブランシュ・オブ・ランカスター 。
欠点の無い馬格にウェイバリーは大きい期待をかけたが10戦0勝。
17年間で10頭を生み、6頭が勝ち馬となり、ブランドフォードは2番仔で、4年後に同配合が行われたが不妊だった。。
ブランチが19歳の時に生んだナンズベール(父フライアーマーカス)の牝系からは、イギリス牝馬三冠サンチャリオットや、イギリスとアイルランドダービー馬サンタクロース (競走馬)が居る。。
| ブランドフォードの血統（スウィンフォード系 / Isonomy4×4.5=15.62% Galopin5×4.5=12.50% Hermit4×5=9.38% Sterling5×5.5=9.38%） | ブランドフォードの血統（スウィンフォード系 / Isonomy4×4.5=15.62% Galopin5×4.5=12.50% Hermit4×5=9.38% Sterling5×5.5=9.38%） | ブランドフォードの血統（スウィンフォード系 / Isonomy4×4.5=15.62% Galopin5×4.5=12.50% Hermit4×5=9.38% Sterling5×5.5=9.38%） | （血統表の出典）      | （血統表の出典） |
| 父 Swynford 1907 黒鹿 | 父の父John o'Gaunt 1901 鹿                                                                                                 | Isinglass | Isonomy               | Isonomy          |
| 父 Swynford 1907 黒鹿 | 父の父John o'Gaunt 1901 鹿                                                                                                 | Isinglass | Deadlock              |                  |
| 父 Swynford 1907 黒鹿 | 父の父John o'Gaunt 1901 鹿                                                                                                 | La Fleche | St. Simon             | St. Simon        |
| 父 Swynford 1907 黒鹿 | 父の父John o'Gaunt 1901 鹿                                                                                                 | La Fleche | Quiver                |                  |
| 父 Swynford 1907 黒鹿 | 父の母Canterbury Pilgrim 1893 栗                                                                                           | Tristan | Hermit                | Hermit           |
| 父 Swynford 1907 黒鹿 | 父の母Canterbury Pilgrim 1893 栗                                                                                           | Tristan | Thrift                |                  |
| 父 Swynford 1907 黒鹿 | 父の母Canterbury Pilgrim 1893 栗                                                                                           | Pilgrimage | The Palmer            | The Palmer       |
| 父 Swynford 1907 黒鹿 | 父の母Canterbury Pilgrim 1893 栗                                                                                           | Pilgrimage | Lady Audley           |                  |
| 母 Blanche 1912 鹿 | 母の父White Eagle 1905 栗                                                                                                  | Gallinule | Isonomy               | Isonomy          |
| 母 Blanche 1912 鹿 | 母の父White Eagle 1905 栗                                                                                                  | Gallinule | Moorhen               |                  |
| 母 Blanche 1912 鹿 | 母の父White Eagle 1905 栗                                                                                                  | Merry Gal | Galopin               | Galopin          |
| 母 Blanche 1912 鹿 | 母の父White Eagle 1905 栗                                                                                                  | Merry Gal | Mary Seaton           |                  |
| 母 Blanche 1912 鹿 | 母の母Black Cherry 1892 青鹿                                                                                               | Bendigo | Ben Battle            | Ben Battle       |
| 母 Blanche 1912 鹿 | 母の母Black Cherry 1892 青鹿                                                                                               | Bendigo | Hasty Girl            |                  |
| 母 Blanche 1912 鹿 | 母の母Black Cherry 1892 青鹿                                                                                               | Black Duchess | Galliard              | Galliard         |
| 母 Blanche 1912 鹿 | 母の母Black Cherry 1892 青鹿                                                                                               | Black Duchess | Black Corrie F-No.3-o |                  |